# Ed Bradley
Ed Bradley (Filadèlfia, Pennsilvània, 22 de juny de 1941 - Nova York, 9 de novembre de 2006) va ser un periodista estatunidenc. Va ser conegut sobretot pels seus reportatges a 60 Minutes i CBS News.
Bradley va començar la seva carrera periodística com a reporter de notícies de ràdio a Filadèlfia, on la seva primera història important va ser cobrir el disturbi racial de Filadèlfia de 1964. Es va traslladar a la ciutat de Nova York el 1967 i va treballar per a WCBS com a reporter de notícies de ràdio. Quatre anys més tard, Bradley es va traslladar a París, França, on va cobrir els Acords de pau de París com a col·laborador de CBS News. El 1972, es va traslladar a Vietnam i va cobrir la Guerra del Vietnam i la Guerra Civil de Cambodja, cobertura per la qual va guanyar els premis Alfred I. duPont i George Polk.
Bradley es va traslladar a Washington, DC, després de les guerres i va cobrir la primera campanya presidencial de Jimmy Carter. Es va convertir en el primer corresponsal afroamericà de la Casa Blanca per a CBS News, ocupant el càrrec de 1976 a 1978. Durant aquest temps, Bradley també va presentar l'emissió de diumenge a la nit del CBS Evening News, càrrec que va ocupar fins al 1981.
El 1981, Bradley es va unir a 60 Minutes. Mentre informava per a CBS News i 60 Minutes, va informar sobre aproximadament 500 històries i va guanyar nombrosos premis Peabody i Emmy pel seu treball que cobreix una àmplia gamma de temes, com ara el rescat de refugiats vietnamites, la segregació als Estats Units, l’epidèmia de la sida a Àfrica, i abusos sexuals dins de l'Església Catòlica. Bradley va morir el 2006 de leucèmia.
Entre els seus treballs més recents i més reconeguts són els dedicats als abusos sexuals a l'Església catòlica.
Considerat un dels més brillants periodistes afroamericans de la televisió estatunidenca, es va incorporar a la CBS en qualitat de col·laborador de la delegació de París el 1971.

## Biografia
Bradley va néixer el 22 de juny de 1941 a Filadèlfia, Pennsilvània. Els pares de Bradley es van divorciar quan ell era jove i la seva mare, Gladys Gaston Bradley, el va criar en una llar pobra i va passar els estius amb el seu pare a Detroit. Bradley va anar a l'escola secundària a l'Acadèmia Mount Saint Charles a Rhode Island i a la Saint Thomas More Catholic Boys School de Filadèlfia, graduant-se en aquesta última el 1959. Va rebre una llicenciatura en ciències de l'educació al Cheyney State College el 1964. Mentre estava a Cheyney State, Bradley va jugar a l'equip de futbol de l'escola.

## Carrera

### 1964–1971: inici de carrera
Bradley va començar la seva carrera com a professor de matemàtiques a Filadèlfia el 1964. Mentre treballava com a professor, també va treballar a WDAS com a disc-jockey. Mentre treballava per a WDAS, Bradley va cobrir el disturbi racial de Filadèlfia de 1964 i va entrevistar a Martin Luther King Jr. Aquestes experiències el van portar a seguir una carrera com a periodista, i Bradley va dir més tard: «Sabia que Déu em va posar en aquesta terra per estar a la ràdio». Bradley es va traslladar a la ciutat de Nova York el 1967 per continuar la seva carrera com a reporter, treballant per a la WCBS. Mentre estava a la WCBS, Bradley va trobar que se li assignaven principalment històries més rellevants per als oients afroamericans. Després de confrontar-se amb el seu editor sobre aquestes tasques, Bradley va rebre tasques sobre una varietat més àmplia de temes. Bradley va deixar WCBS el 1971.

### 1971–1981: Vietnam, Casa Blanca iCBS Evening News
Bradley es va traslladar a París, França, el 1971. Parlava francès amb fluïdesa, i allà va ser contractat per CBS News com a stringer. El 1972 es va traslladar a Ciutat Ho Chi Minh per informar sobre la Guerra del Vietnam i la Guerra Civil de Cambodja, així com per informar sobre els Acords de pau de París. Mentre informava a Cambodja, Bradley va ser ferit per una ronda de morter. Després de recuperar-se, va tornar a Àsia per continuar informant de les dues guerres. Bradley va ser un dels últims periodistes nord-americans que va ser evacuat el 1975 durant la caiguda de Saigon. Va ser guardonat amb els premis Alfred I. duPont i George Polk per la seva cobertura a Vietnam i Cambodja.

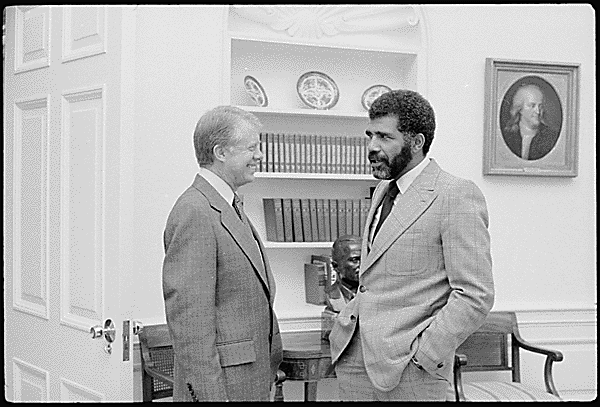
El president dels Estats Units, Jimmy Carter, es fotografia amb Bradley el 1978.

El 1976, Bradley va ser assignat per cobrir la campanya presidencial de Jimmy Carter de 1976, així com les convencions nacionals republicanes i demòcrates, cobrint aquests últims esdeveniments fins a 1996. Després de la victòria de Carter, Bradley es va convertir en el primer corresponsal afroamericà a la Casa Blanca de la xarxa, càrrec que va ocupar des de 1976 fins a 1978. A Bradley no li agradava la posició a la Casa Blanca i estar lligat als moviments del president. També el 1976, Bradley va començar a presentar les emissions dels diumenges a la nit del CBS Evening News, mantenint aquest càrrec fins al 1981. El 1978, es va convertir en un dels principals corresponsals del programa documental CBS Reports, informant del programa fins a 1981.
Bradley va guanyar el primer dels 20 premis Emmy de notícies i documentals de la seva carrera pel seu documental de 1979 The Boat People, que informava sobre refugiats vietnamites que s'escapaven del país amb vaixell. The Boat People també va guanyar a Bradley un premi Edward Murrow, una citació de DuPont i una menció de la British Academy of Film and Television Arts. El mateix any, es va emetre un altre documental de Bradley, Blacks in America: With All Deliberate Speed?. El documental detallava la segregació als Estats Units i com el tractament dels afroamericans als EUA havia canviat des de Brown contra el Consell d'Educació. El programa de 2 hores també va guanyar els premis duPont i Emmy.

### 1981–2006:60 minuts

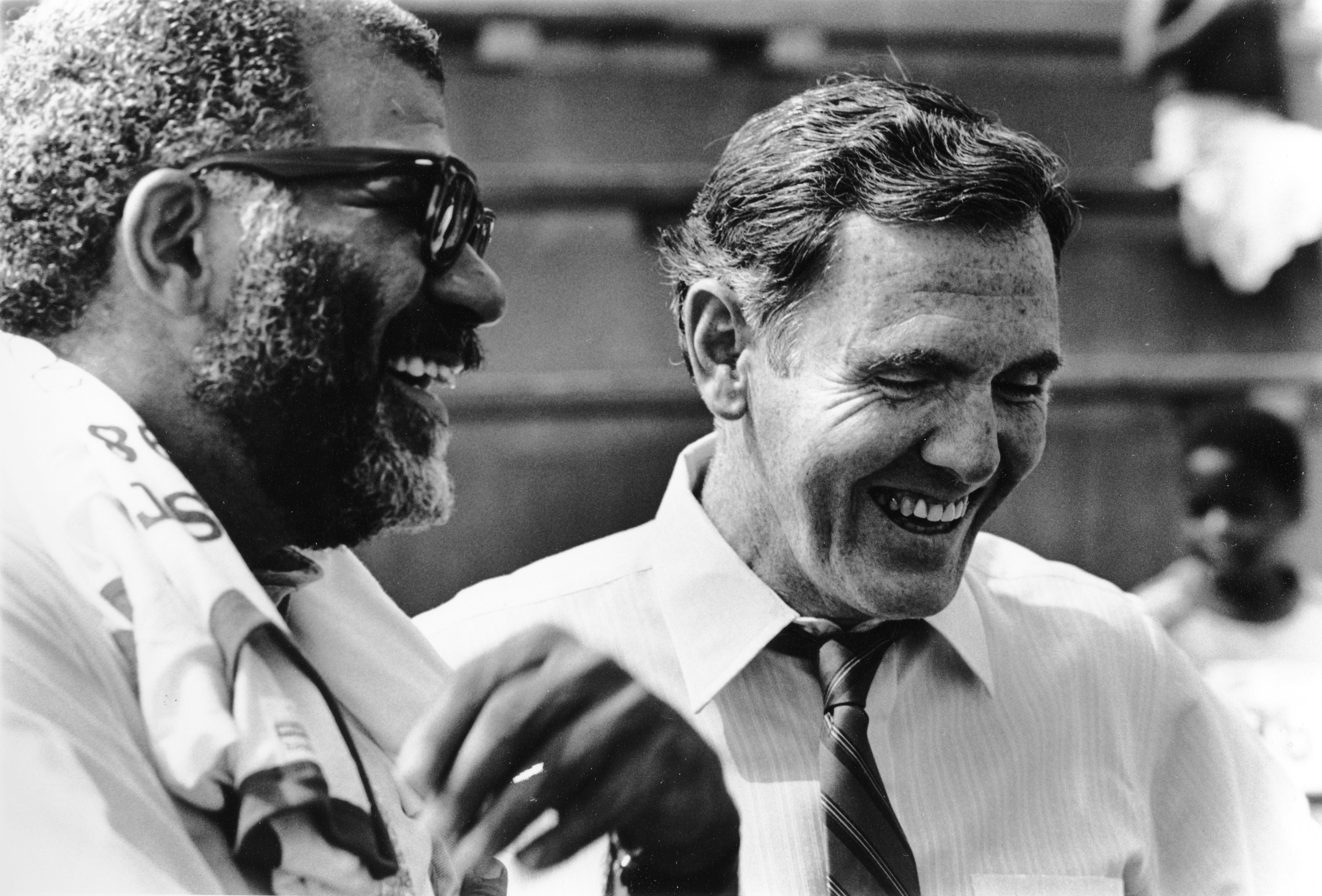
Bradley amb l'alcalde de Boston, Raymond Flynn, el 1985

Després del trasllat de Dan Rather a la CBS Evening News, Bradley es va unir al programa de la revista de notícies 60 Minutes. Segons el productor Don Hewitt, l'estil de reportatge tranquil, fresc i recollit de Bradley era l'adequat per al programa. En la seva primera dècada a 60 Minuts, Bradley va informar de nombroses històries d'alt perfil a la dècada del 1980 sobre una varietat de temes, com ara amb Lena Horne, el criminal condemnat Jack Henry Abbott i sobre l'esquizofrènia. Va guanyar uns Emmys per les tres històries.
El 1986, Bradley va entrevistar la cantant Liza Minnelli i va expressar interès a portar una arracada. Minnelli li va donar un diamant després de l'entrevista, que Bradley va començar a portar. Va ser el primer reporter masculí que va portar constantment una arracada, desafiant les nocions de propietat periodística, segons l'escriptor de Robb Report Kristopher Fraser. Bradley va rebutjar repetidament les ofertes per presentar el CBS Evening News a finals de la Dècada del 1980, preferint continuar treballant a 60 Minutes.
Els informes de Bradley als anys 90 incloïen temes com els camps de treballs forçats xinesos, les instal·lacions militars russes i els efectes de les proves d'armes nuclears a prop de Semey, Kazakhstan. També va perfilar nombroses persones, com Thomas Quasthoff, Muhammad Ali i Mike Tyson. Va guanyar una sèrie de premis pel seu reportatge d'aquella dècada, inclosos Emmys, citacions de DuPont i un premi Peabody. Bradley també va ancorar Street Stories de CBS de 1992 a 1993. El 1995, va rebre el gran premi Robert F. Kennedy Journalism Award pel documental de CBS Reports In the Killing Fields of America.
Durant la dècada de 2000 fins a la seva mort el 2006, Bradley va continuar tractant una varietat de temes, com ara l’epidèmia de la sida a l'Àfrica, l'abús sexual a l'Església catòlica i l'assassinat d’Emmett Till el 1955. També va entrevistar a persones com Bob Dylan i Neil Armstrong, i va realitzar l'única entrevista televisiva amb Timothy McVeigh.
Bradley va crear aproximadament 500 històries als 60 minutes durant els seus 25 anys de mandat al programa, més que qualsevol altre corresponsal durant el mateix període. L'any 2005, Bradley va rebre un premi a la seva trajectòria per la National Association of Black Journalists.
El 1987 va interpretar un petit paper en la pel·lícula Russkies dirigida per Rick Rosenthal.

## Malaltia i mort
Bradley va ser diagnosticat amb leucèmia limfocítica en els seus últims anys, mantenint la malaltia en secret per a mopplts, inclosos col·legues com Mike Wallace. La seva salut va disminuir ràpidament després de contraure una infecció, però Bradley va continuar treballant, dient que preferia morir «amb les botes posades». Bradley va presentar 20 històries el seu darrer any amb 60 Minuts, realitzant les seves últimes entrevistes amb membres de l’equip de lacrosse de la Universitat de Duke acusats de violació setmanes abans de la seva mort. Bradley va morir a l'Hospital Mount Sinai de Manhattan el 9 de novembre de 2006, a l'edat de 65 anys Va morir el 9 de novembre de 2006 als 65 anys en un hospital novaiorquès víctima d'una leucèmia.
Més de 2.000 persones van assistir al funeral de Bradley a l'església Riverside de Nova York. Entre els assistents hi havia els reverends Al Sharpton i Jesse Jackson, els músics Jimmy Buffett i Wynton Marsalis, els periodistes Dan Rather, Walter Cronkite i Charlayne Hunter-Gault, i l'expresident dels Estats Units Bill Clinton. L'abril de 2007, Bradley va ser homenatjat amb una processó fúnebre de jazz al Festival de Jazz i Patrimoni de Nova Orleans.
Existeixen les denominades Beques de periodisme Ed Bradley que tenen com a finalitat que estudiants de les minories als Estats Units tinguin l'oportunitat d'entrar en el camp de les comunicacions i el periodisme.

## Vida personal
Bradley era aficionat al jazz i va presentar Jazz al Lincoln Center a la National Public Radio. Va actuar amb Jimmy Buffett i els Neville Brothers i el grup l'anomenava «el cinquè germà Neville». Era un aficionat a l'aire lliure i sovint feia senderisme o esquiava en el seu temps lliure.
Bradley es va casar tres vegades, amb Diane Jefferson, Priscilla Coolidge i Patricia Blanchet. Va dividir el seu temps entre cases de Nova York i Colorado.

## Premis
- Premis Emmy (19 vegades)
- Premis Peabody per l'informe Death By Denial
- Premi Periodístic Robert F. Kennedy
- Premi Paul White de l'Associació de Directors de Ràdio i Televisió
- Premi George Polk per a Televisió Estrangera (1979)[28]
- El 2005, l'Associació Nacional de Periodistes Negres va premiar Bradley, qui va ser un dels primers afroamericans en presentar les notícies televisives, amb el seu Premi per Assoliments de Vida.[29]
- 2007, Bradley va guanyar pòstumament el 66è Premi Anual George Foster Peabody per la seva revisió del cas de la colza a la Universitat de Duke University.

El 1994, Bradley i la Radio Television News Directors Association Foundation van iniciar un programa de beques en nom seu per a periodistes de color. Atorga 10.000 dòlars anuals. El 2007, va ser inclòs al Broadcast Pioneers of Philadelphia Hall of Fame.
Bradley va ser nomenat un dels «100 periodistes americans destacats en els darrers 100 anys» el 2012 pel professorat de la Universitat de Nova York. El 2015, l’Assemblea General de Pennsilvània va canviar el nom de City Avenue a Filadèlfia Ed Bradley Way. Un mural de Bradley es va completar a la ciutat el 2018, i un marcador històric es va instal·lar el 2021.

## Llegat

### Impacte del periodisme
Morley Safer va descriure els temes dels informes de Bradley com «justícia, justícia servida i justícia denegada». Els informes de Bradley sobre l'epidèmia de sida a l'Àfrica han estat acreditats per convèncer les companyies farmacèutiques perquè donin i descomptés els medicaments per tractar la malaltia. Els seus informes sobre hospitals psiquiàtrics dels Estats Units van provocar investigacions federals sobre les cadenes més grans, i els seus informes sobre l'equip de lacrosse Duke s'han acreditat per garantir que l'acusat tingués un judici just. Bradley va ser vist com una inspiració per als negres nord-americans, amb el columnista Clarence Page escrivint: "El senyor Bradley va desafiar el sistema. Va treballar dur i es va preparar. Es va obrir al món i va atrevir que el món l'allunyés. Volia ser-ho. molt, i ho va aconseguir. Gràcies a ell, la resta sabem que també podem".

### Estil
Bradley es va fer conegut pel seu estil a l'aire, tant pel seu comportament com pel seu sentit de la moda. Sovint descrit com a cool pels seus col·legues, la impertorbabilitat de Bradley va portar a la seva posició a 60 Minuts. El seu estil d'entrevista ha fet comparacions amb Columbo i ha estat descrit com a «desarmant, confiat i al carrer». Es va destacar per la seva capacitat per aconseguir que els subjectes de l'entrevista divulguin informació a la càmera amb el seu llenguatge corporal.
Bradley també era conegut per contrarestar les tendències de la moda per als periodistes. El seu estil icònic incloïa una varietat de patrons, una barba curta i una arracada que portava a l'orella esquerra. Bradley va començar a portar l'arracada durant la dècada de 1980 durant una època en què era poc freqüent que els homes a Amèrica ho fessin. Mike Wallace va dir després de la mort de Bradley que pensava que la decisió de Bradley de portar una arracada va inspirar a altres a fer el mateix.